# Cryosophila grayumii
Cryosophila grayumii é uma espécie de angiospermas da família Arecaceae.
Apenas pode ser encontrada na Costa Rica.
Está ameaçada por perda de habitat.